# Tetragnatha paraguayensis
Tetragnatha paraguayensis är en spindelart som först beskrevs av Cândido Firmino de Mello-Leitão 1939. 
Tetragnatha paraguayensis ingår i släktet sträckkäkspindlar, och familjen käkspindlar. Artens utbredningsområde är Paraguay. Inga underarter finns listade i Catalogue of Life.